# Gerard Reynst
Gerard Reynst (década de 1560-7 de diciembre de 1615) fue un comerciante holandés y más tarde el segundo gobernador general de las Indias Orientales Neerlandesas.

## Biografía
Todo lo que se sabe de sus primeros años es que nació en Ámsterdam, hijo de Pieter Rijnst, y Trijn Sijverts. En 1588 se casó con Margrieta Nicquet y compró una casa en Ámsterdam a su hermano mayor Reijnst. En 1599, como comerciante y armador, se convirtió en miembro fundador y administrador de la Nieuwe o Brabantsche Compagnie que, en 1600, se convirtió en la Vereenighde Company of Amsterdam. Esta empresa luego, en 1602, se fusionó con la Compañía Holandesa de las Indias Orientales (VOC).
A petición de sus mayores en el colegio de Heren XVII, se convirtió en gobernador general de las Indias Orientales Neerlandesas en 1613 y partió con 9 barcos. El viaje duró 18 meses, tras los cuales asumió el mando de Pieter Both. En el camino, ya había enviado uno de sus barcos al Mar Rojo para iniciar relaciones comerciales con los árabes allí. Su expedición de mayo de 1605 contra la isla Banda de Ai fue un fracaso. Murió más de un año después de su llegada, habiendo contraído disentería, por lo que poco podía hacer allí, además de algunas actividades menores que solo tuvieron éxito de manera intermitente.
Hay una calle que lleva su nombre en La Haya, Gerard Reijnststraat, que está situada muy cerca del área que los aliados bombardearon por error durante la Segunda Guerra Mundial.

## Familia
En 1588, en Haarlem, Reijnst se casó con Margriet Niquet, hija del rico comerciante y coleccionista de arte Jean Niquet (1539-1608) de Amberes. A su muerte, Reijnst dejó a su esposa, que lo había acompañado a las Indias Orientales, con siete hijos. La menor de ellas la crio con su hermano Jacques Nicquet, quien también era coleccionista de arte. Entre sus hijos se encontraban los hermanos coleccionistas de arte Gerard y Jan (1601-1646). Su hija Weijntje se convirtió en la madre del comerciante Isaak Isaaksz Coymans (1622-1673), uno de los fundadores de la Compañía Danesa de las Indias Occidentales.